# Wario Land 3
Wario Land 3 es un videojuego de plataformas de progresión no lineal lanzado por Nintendo para la consola Game Boy Color, protagonizado por Wario, siendo uno de los mejores juegos para esta plataforma. La historia del juego trata de que Wario está encerrado en un mundo que está dentro de una caja musical y debe salir de ahí. Este videojuego es el más avanzado de la saga Wario Land para Game Boy Color.

## Descripción
El videojuego es similar a su antecesor Wario Land 2. Wario es invencible pero aun así los enemigos le podrán hacer daño y por lo tanto los puzzles serán más complicados. Aunque algunos enemigos le otorgan transformaciones que se podrán usar para acceder a otras áreas, el protagonista deberá viajar por todos los niveles para poder encontrar nuevas habilidades y tesoros para poder acceder a otros niveles y completar el juego. El mundo de la caja de música se divide en cuatro diversas áreas: Este, Oeste Norte y Sur; cada una con sus niveles. 
Cada nivel tiene cuatro cofres de tesoros con sus llaves cada una. Los colores de los cofres son, en el orden aproximado que están pensados para ser abiertos, gris, rojo, verde y azul. Este orden no es fijo, aunque el juego indique indirectas en cuanto a la etapa siguiente para viajar y poder obtener el siguiente cofre. A menudo, cuando un cofre del tesoro en una etapa no puede ser alcanzado, Wario debe retroceder y obtener un nuevo artículo para hacerlo accesible. Encontrar los nuevos tesoros concede a Wario una nueva capacidad o abre generalmente la trayectoria en una nueva etapa. Siempre que Wario obtenga un nuevo tesoro, lo transportan de nuevo al mapa de la caja de música. El tiempo ha pasado mientras él estaba en la etapa y ahora es de día o de noche dependiendo de la hora en que Wario se metió a la etapa. Algunas etapas cambian dependiendo de la hora, así que ciertos enemigos pueden ser sustituidos o diversas trayectorias se pueden abrir. Wario no puede controlar el tiempo inicialmente, pero puede obtener esta capacidad cuando él encuentra cierto tesoro.
Las monedas se pueden encontrar en cada etapa, y se utilizan sobre todo para jugar al minijuego de golf descrito más abajo. Wario puede llevar un máximo de 999 monedas. Además, ocho monedas de música se ocultan en cada nivel para que Wario las encuentre. Si las ocho se encuentran en cada una de las veinticinco etapas, un cuarto nivel adicional del golf estará disponible para el juego.
En algunas etapas, Wario tendrá que jugar un minijuego de golf para progresar. Él debe golpear al enemigo y lanzarlo al hoyo sin pasarse del par de ese hoyo, mientras evita peligros tales como el agua, los búnkeres, la lava y la hierba áspera. Al recoger ciertos tesoros en el juego, este minijuego está disponible para ser jugado en cualquier momento en el mapa del overworld.

## Diagrama
Un día, Wario volaba con su avión pero se desploma mientras que está volando sobre los árboles. Ileso, pasa el resto de la tarde vagando entre los árboles y la maleza del bosque hasta que tropieza con una cueva misteriosa. Dentro de la cueva, descubre una caja de música mágica y este artefacto aspira a Wario. Dentro de ésta, una figura misteriosa informa a Wario que él había gobernado una vez el mundo dentro de la caja de música, hasta que un mal le encerró y la única manera de liberarle es encontrar cinco cajas de música. A cambio de encontrar las cajas musicales y liberarle, promete a Wario devolverle a su mundo y poder quedarse con todos los tesoros que encuentre. Tentado por el pensamiento de la vuelta a su propio mundo con un montón de tesoros, Wario sale en busca de las cajas de música y de los muchos tesoros de esta tierra misteriosa.
Después de recoger todas las cajas de música, Wario vuelve al templo habitado por el ser misterioso. Una vez que él está allí, las cajas de música tocan una canción y liberan al ser misterioso que resulta ser Rudy, el verdadero antagonista del juego. Rudy es un dios que gobernaba el mundo de la caja de música, pero antes de ser encerrado transformó a todos sus habitantes en bestias (las que Wario derrotó). Después de derrotar a Rudy, Wario se encuentra a los habitantes de la caja de música, ahora restaurados a sus verdaderas formas. Dan las gracias a Wario y lo transportan de nuevo a su mundo junto con el tesoro que él ha recogido, según lo prometido.

## Trama
Wario Land 3 es un juego mucho más completo que su predecesor Wario Land 2. Es un juego con mayores desafíos y mayor dificultad. El toque humorístico es mayor y en si nos identifican con el personaje. La trama es de recuperar las 5 cajas musicales que hay dentro de la isla, para ello hay que buscar por toda las isla la cual se divide en 4 secciones: sección norte, sección sur, sección este y sección oeste. En cada nivel hay 4 cofres que se deben abrir para encontrar todos los ítems para terminar el juego. Una temática muy peculiar es que en ciertos niveles hay variantes que al pasar ciertos niveles el jugador podrá pasar por zonas que antes no se podían pasar.

## Estados de Wario
- Wario aplastado: Ciertos enemigos pueden aplastar al personaje, permitiéndole pasar por lugares estrechos y planear por el aire. Este estado se cura colocándose bajo unos enemigos con forma de pinzas que estiran a Wario, o sumergiéndolo en agua.
- Wario gordo: Los cocineros le lanzan pasteles a Wario para que engorde. Puede destrozar algunos bloques gracias a su peso. Este estado se cura moviéndose mucho o saltando.
- Wario quemado: Hay algunas antorchas y enemigos que pueden llegar a quemar a Wario. Puede destruir ciertos bloques. Este estado se cura al cabo del tiempo, pero también se puede curar arrojándose al agua.
- Wario mareado: Si un pájaro alcanza a Wario, le mareará. Los controles cambiarán. Este estado se cura arrojándose al agua.
- Wario zombi: Unos zombis transforman a Wario. Puede pasar a través de los suelos. El estado de zombi se cura al entrar en contacto con la luz del sol o de las farolas.
- Wario hinchado: Algunos enemigos pinchan a Wario y lo hinchan. Puede llegar a lugares inaccesibles. Este estado se cura al chocar con el techo.
- Wario rebotante: Algunas máquinas pueden aplastar a Wario y hacerle rebotar pero puede llegar a lugares muy altos. Se cura al cabo del tiempo.
- Wario invisible: Los científicos le echarán pócimas para volverle invisible y poder pasar barreras que antes no le dejaban pasar. Se cura al entrar por túneles.
- Wario bola: A Wario le enredan y saldrá rodando hasta romperse pero podrá destruir algunos bloques. Se cura al cabo de unos segundos.
- Wario nieve: Cuando a Wario se le cae un montículo de nieve podrá ponerse en las cuestas para rodar y así poder romper algunos bloques. Se cura al chocar con algo mientras rueda.
- Wario vampiro: Cuando le muerden unos murciélagos, Wario se transformará en un vampiro para poder volar. Se cura al entrar en contacto con el agua o con ristras de ajos.
- Wario congelado: Si le congelan saldrá deslizándose hasta chocarse. Se cura nada más chocar.

## Críticas
Wario Land 3 obtuvo buenas críticas. GameSpot concedió al juego una sobresaliente nota de 9.8/10. IGN también le dio una magnífica nota de 9/10. En Meristation le dieron una nota de 9.5 y dijeron que era "Lo mejor de Game Boy hasta el momento". Este videojuego fue considerado como uno de los mejores juegos de la Game Boy Color.